# Charles Francis Jenkins

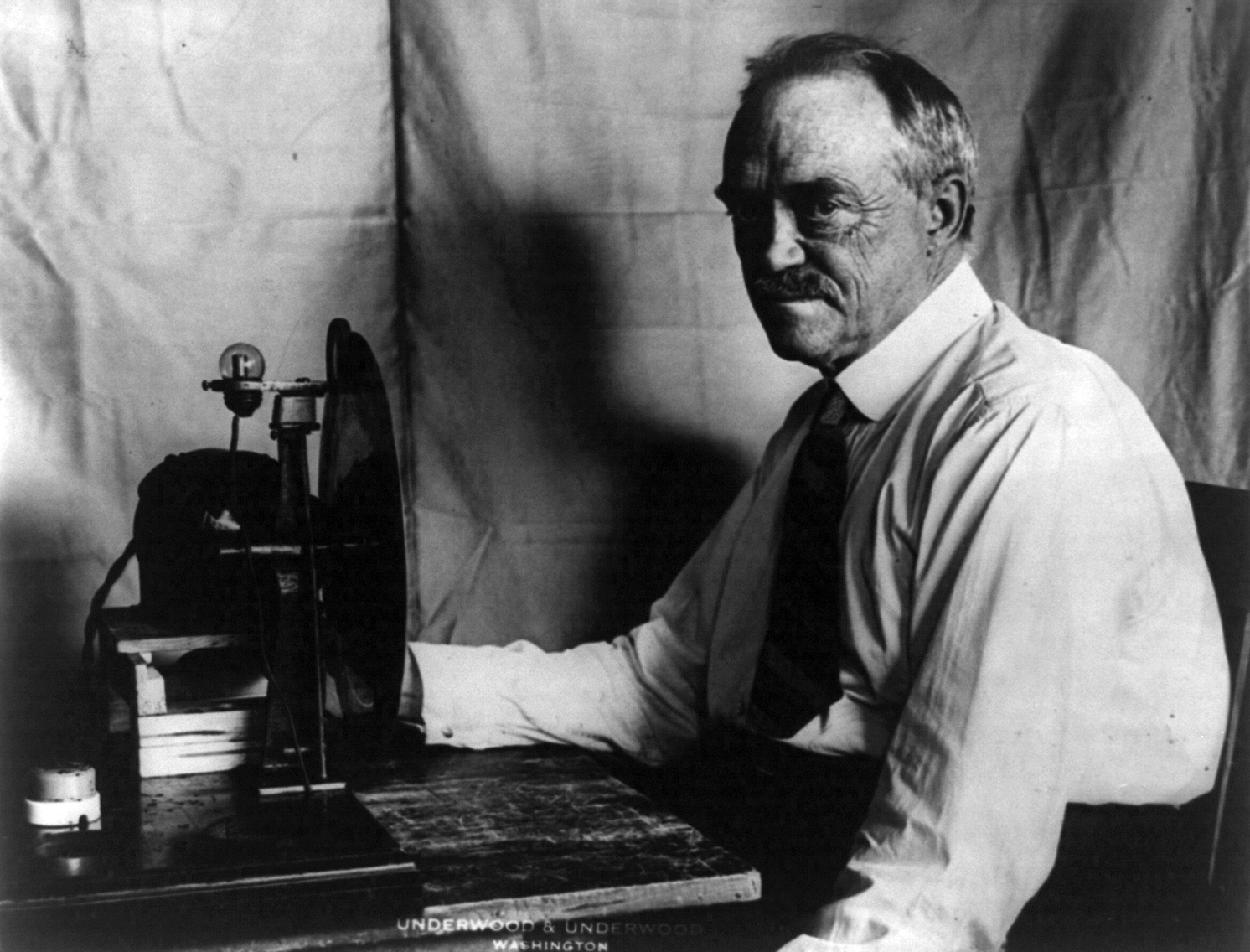
Charles Francis Jenkins (1928)

Charles Francis Jenkins (* 22. August 1867 nördlich von Dayton (Ohio); † 6. Juni 1934) war ein US-amerikanischer Erfinder eines Filmprojektors und Pionier des Fernsehens.

## Leben
1890 ging er nach Washington, D.C., wo er als Stenograph arbeitete. Im folgenden Jahr begann er mit Kinofilmen zu experimentieren und entwickelte seinen Phantascope, den er ab 1895 zusammen mit Thomas Armat verbesserte und auf der Cotton States and International Exposition in Atlanta vorstellte. Armat verkaufte die Patentrechte an Thomas Edison, der ihn unter dem Namen Vitascope vermarktete.
Jenkins wandte sich dann dem Fernsehen zu und veröffentlichte 1913 einen Artikel Motion Pictures by Wireless. 1923 konnte er bewegte Schattenbilder übertragen und zwei Jahre später Bild und Ton synchron übertragen. Im Juni 1925 erhielt er ein Patent für seine drahtlose Bildübertragung.
Ab Juli 1928 strahlte die Jenkins Television Corporation über ihren Versuchssender W3XK bei Washington regelmäßig 48-zeilige Fernsehbilder von Filmen mit 15 Bildern je Sekunde aus. Im März 1932 wurde die Firma liquidiert.